# Љубач (Книн)
Љубач је насељено мјесто града Книна, у сјеверној Далмацији, Шибенско-книнска жупанија, Република Хрватска. Према прелиминарним подацима са последњег пописа 2021. године у месту је живело 51 становник.

## Географија
Налази се 2 км западно од Книна.

## Историја
Љубач се од распада Југославије до августа 1995. године налазио у Републици Српској Крајини.

## Становништво
Према попису из 1991. године, Љубач је имао 172 становника, од чега 163 Срба, 4 Хрвата и 5 Југословена. Према попису становништва из 2001. године, Љубач је имао 87 становника. Према попису становништва из 2011. године, насеље Љубач је имало 78 становника.
| Националност       | 1991. | 1981. | 1971. | 1961. |
| Срби               | 163   | 150   | 188   |       |
| Југословени        | 5     | 22    | 3     |       |
| Хрвати             | 4     | 6     | 15    |       |
| остали и непознато |       | 6     | 1     |       |
| Укупно             | 172   | 184   | 207   | 251   |

| Демографија | Демографија | Демографија |
| Година      | Становника  | Становника  |
| ----------- | ----------- | ----------- |
| 1961.       | 251         |             |
| 1971.       | 207         |             |
| 1981.       | 184         |             |
| 1991.       | 172         |             |
| 2001.       | 87          |             |
| 2011.       |             | 78          |

### Презимена
- Марјановић — Православци, славе Никољдан
- Орловић — Православци, славе Ђурђевдан
- Цвијановић — Православци, славе Ђурђевдан
- Чолак — Православци, славе Никољдан
- Маџар — Римокатолици